# 신상은
신상은(申相垠, 1999년 8월 20일 ~ )는 대한민국의 축구 선수로 포지션은 오른쪽 윙어, 오른쪽 풀백이며 현재 제주 SK FC 소속이다.